# Цаннань
Цанна́нь (кит. упр. 苍南, пиньинь Cāngnán) — уезд городского округа Вэньчжоу провинции Чжэцзян (КНР).

## История
Исторически эти земли входили в состав уезда Пинъян. В июле 1981 года часть уезда Пинъян, лежащая к югу от реки Аоцзян, была выделена в отдельный уезд Цаннань.
В 2019 году район устья реки Аоцзян был выделен из уезда Цаннань в отдельный городской уезд Лунган.

## Административное деление
Уезд делится на 9 посёлков и 2 национальные волости.